# Nagla
Nagla es una ciudad censal situada en el distrito de Udham Singh Nagar,  en el estado de Uttarakhand (India). Su población es de 22258 habitantes (2011). 

## Demografía
Según el censo de 2011 la población de Nagla era de 22258 habitantes, de los cuales 11989 eran hombres y 10269 eran mujeres. Nagla tiene una tasa media de alfabetización del 83,96%, superior a la media estatal del 78,82%: la alfabetización masculina es del 90,23%, y la alfabetización femenina del 76,61%.